# روزنه‌خزندگیان
روزنه‌خزندگیان (نام علمی: Trematosaurinae) نام یک زیرخانواده از راسته بریده‌مهرگان است.